# Amintore Fanfani
Amintore Fanfani (n. 6 februarie 1908, Pieve Santo Stefano, Toscana, Italia – d. 20 noiembrie 1999, Roma, Italia) a fost un politician italian. S-a născut în Provincia Arezzo și a murit la Roma. A fost prim-ministrul Italiei în perioadele 1954 (21 de zile), 1958 - 1959, 1960 - 1963, 1982 - 1983 și 1987 (3 luni și 11 zile). 
Amintore Fanfani a fost membru în partidul fascist din 1932.